# Litvánia miniszterelnökeinek listája
Ez a szócikk Litvánia miniszterelnökeit sorolja fel. A miniszterelnöki hivatalt Litvániában 1990-ben hozták létre, noha a tisztség hivatalos elnevezése 1992 októberéig a Minisztertanács elnöke volt. A miniszterelnököt a köztársasági elnök szokta kinevezni a litván parlament, a Seimas jóváhagyásával. 

## Első Litván Köztársaság (1918–1940)
| Név (született–meghalt)           | Portré | Hivatali idő         | Hivatali idő         | Párt                            | Megjegyzés                          |
| Név (született–meghalt)           | Portré | Hivatalba lépett     | Hivatal vége         | Párt                            | Megjegyzés                          |
| --------------------------------- | ------ | -------------------- | -------------------- | ------------------------------- | ----------------------------------- |
| Augustinas Voldemaras (1883–1942) |        | 1918. november 11.   | 1918. december 26.   | Nemzeti Haladás Pártja          |                                     |
| Mykolas Sleževičius (1882–1939)   |        | 1918. december 26.   | 1919. március 5.     | Parasztszövetség                |                                     |
| Pranas Dovydaitis (1886–1942)     |        | 1919. március 13.    | 1919. április 12.    | Francia Párt                    |                                     |
| Mykolas Sleževičius (1882–1939)   |        | 1919. április 12.    | 1919. október 2.     | Litván Kereszténydemokrata Párt | Második alkalommal miniszterelnök.  |
| Ernestas Galvanauskas (1882–1967) |        | 1919. október 7.     | 1920. június 15.     | független                       |                                     |
| Kazys Grinius (1866–1950)         |        | 1920. június 19.     | 1922. január 18.     | Litván Népi Parasztszövetség    |                                     |
| Ernestas Galvanauskas (1882–1967) |        | 1922. február 2.     | 1924. június 17.     | független                       |                                     |
| Antanas Tumėnas (1880–1946)       |        | 1924. június 18.     | 1925. január 27.     | Litván Kereszténydemokrata Párt |                                     |
| Vytautas Petrulis (1890–1942)     |        | 1925. február 4.     | 1925. szeptember 19. | Gazdák Szövetsége               |                                     |
| Leonas Bistras (1890–1971)        |        | 1925. szeptember 25. | 1926. május 31.      | Litván Kereszténydemokrata Párt |                                     |
| Mykolas Sleževičius (1882–1939)   |        | 1926. június 15.     | 1926. december 17.   | Litván Népi Parasztszövetség    | Harmadik alkalommal miniszterelnök. |
| Augustinas Voldemaras (1883–1942) |        | 1926. december 17.   | 1929. szeptember 19. | Litván Nacionalista Unió        | Második alkalommal miniszterelnök.  |
| Juozas Tūbelis (1882–1939)        |        | 1929. szeptember 23. | 1938. március 24.    | Litván Nacionalista Unió        |                                     |
| Vladas Mironas (1880–1953)        |        | 1938. március 24.    | 1939. március 28.    | Litván Nacionalista Unió        |                                     |
| Jonas Černius (1898–1977)         |        | 1939. március 28.    | 1939. november 21.   | Litván Nacionalista Unió        |                                     |
| Antanas Merkys (1887–1955)        |        | 1939. november 21.   | 1940. június 15.     | Litván Nacionalista Unió        |                                     |

Miután 1940 júniusában a Szovjetunió megszállta a független Litvániát, Antanas Smetona elnök és Antanas Merkys miniszterelnök elhagyták az országot. Mielőtt a Szovjetunió magába olvasztotta volna Litvániát, bábkormányt nevezett ki az ország élére Justas Paleckis vezetésével.
| Név (született–meghalt)              | Portré | Hivatali idő     | Hivatali idő     | Párt                   | Megjegyzés |
| Név (született–meghalt)              | Portré | Hivatalba lépett | Hivatal vége     | Párt                   | Megjegyzés |
| ------------------------------------ | ------ | ---------------- | ---------------- | ---------------------- | ---------- |
| Justas Paleckis (1899–1980)          |        | 1940. június 17. | 1940. június 24. | Litván Kommunista Párt |            |
| Vincas Krevė-Mickevičius (1882–1954) |        | 1940. június 24. | 1940. július 1.  | Litván Kommunista Párt |            |

## Litvánia Ideiglenes Kormánya (1941)
Miután a náci Németország 1941. június 22-én megtámadta a Szovjetuniót, létrejött egy ideiglenes litván kormány Juozas Ambrazevičius vezetésével.
| Név (született–meghalt)          | Portré | Hivatali idő     | Hivatali idő       | Párt | Megjegyzés                             |
| Név (született–meghalt)          | Portré | Hivatalba lépett | Hivatal vége       | Párt | Megjegyzés                             |
| -------------------------------- | ------ | ---------------- | ------------------ | ---- | -------------------------------------- |
| Juozas Ambrazevičius (1903–1974) |        | 1941. június 23. | 1941. augusztus 5. |      | Az Ideiglenes Kormány miniszterelnöke. |

## Második Litván Köztársaság (1990–jelen)
| Név (született–meghalt)                     | Portré | Hivatali idő       | Hivatali idő       | Párt                                         | Megjegyzés                                            |
| Név (született–meghalt)                     | Portré | Hivatalba lépett   | Hivatal vége       | Párt                                         | Megjegyzés                                            |
| ------------------------------------------- | ------ | ------------------ | ------------------ | -------------------------------------------- | ----------------------------------------------------- |
| Kazimira Danutė Prunskienė (1943–)          |        | 1990. március 17.  | 1991. január 10.   | független                                    | Az alkotmány kidolgozásáig nem volt hivatalos kormány |
| Albertas Šimėnas (1950–)                    |        | 1991. január 10.   | 1991. január 13.   | független                                    | Az alkotmány kidolgozásáig nem volt hivatalos kormány |
| Gediminas Vagnorius (1957–)                 |        | 1991. január 13.   | 1992. július 21.   | független                                    | Az alkotmány kidolgozásáig nem volt hivatalos kormány |
| Aleksandras Abišala (1955–)                 |        | 1992. július 21.   | 1992. november 26. | független                                    | Az alkotmány kidolgozásáig nem volt hivatalos kormány |
| Bronislovas Lubys (1938–2011)               |        | 1992. december 12. | 1993. március 10.  | független                                    | Az alkotmány kidolgozásáig nem volt hivatalos kormány |
| Adolfas Šleževičius (1948–2022)             |        | 1993. március 10.  | 1996. február 8.   | Litván Demokratikus Munkáspárt               |                                                       |
| Laurynas Mindaugas Stankevičius (1935–2017) |        | 1996. február 23.  | 1996. november 19. | Litván Demokratikus Munkáspárt               |                                                       |
| Gediminas Vagnorius (1957–)                 |        | 1996. december 4.  | 1999. május 3.     | Haza Szövetség – Litván Kereszténydemokraták |                                                       |
| Rolandas Paksas (1956–)                     |        | 1999. június 1.    | 1999. október 27.  | Haza Szövetség – Litván Kereszténydemokraták |                                                       |
| Irena Degutienė (1949–)                     |        | 1999. október 27.  | 1999. november 3.  | Haza Szövetség – Litván Kereszténydemokraták | Ideiglenes miniszterelnök.                            |
| Andrius Kubilius (1956–)                    |        | 1999. november 3.  | 2000. október 19.  | Haza Szövetség – Litván Kereszténydemokraták |                                                       |
| Rolandas Paksas (1956–)                     |        | 2000. október 27.  | 2001. június 20.   | Litván Liberális Unió                        | Második alkalommal miniszterelnök.                    |
| Eugenijus Gentvilas (1960–)                 |        | 2001. június 20.   | 2001. július 4.    | Litván Liberális Unió                        | Ideiglenes miniszterelnök.                            |
| Algirdas Brazauskas (1932–2010)             |        | 2001. július 4.    | 2006. június 1.    | Litván Szociáldemokrata Párt                 |                                                       |
| Zigmantas Balčytis (1953–)                  |        | 2006. június 1.    | 2006. július 18.   | Litván Szociáldemokrata Párt                 | Ideiglenes miniszterelnök.                            |
| Gediminas Kirkilas (1951–2024)              |        | 2006. július 6.    | 2008. november 17. | Litván Szociáldemokrata Párt                 |                                                       |
| Andrius Kubilius (1956–)                    |        | 2008. december 9.  | 2012. december 13. | Haza Szövetség – Litván Kereszténydemokraták | Második alkalommal miniszterelnök.                    |
| Algirdas Butkevičius (1958–)                |        | 2012. december 13. | 2016. december 13. | Litván Szociáldemokrata Párt                 |                                                       |
| Saulius Skvernelis (1970–)                  |        | 2016. december 13. | 2020. december 11. | független                                    |                                                       |
| Ingrida Šimonytė (1974–)                    |        | 2020. december 11. | 2024. december 12. | Haza Szövetség – Litván Kereszténydemokraták |                                                       |
| Gintautas Paluckas (1979–)                  |        | 2024. december 12. | 2025. július 31.   | Litván Szociáldemokrata Párt                 |                                                       |